# Lachine

Karta som visar arrondissementet Lachine i Montréal.

Lachine är ett av 19 arrondissement i staden Montréal. Området var till 2002 en egen kommun. Det hade 41 818 invånare 2007. Lachine grundades under den franska kolonialtiden; de första privilegiebreven utfärdades 1667. Under den brittiska kolonialtiden ledde öppnandet av Lachinekanalen 1824 och järnvägens ankomst 1847 till att orten utvecklades till en av Kanadas förnämsta industriområden.